# Тур Эстонии 2024
12-й выпуск Тура Эстонии — шоссейной многодневной велогонки по дорогам Эстонии. Гонка прошла с 24 по 25 мая 2024 года в рамках Европейского тура UCI 2024. Победителем стал эстонский велогонщик Сиим Кисконен.

## Участники
В гонке приняло участие 17 команд.
| UCI ProTeams (2)- Uno-X Mobility - Team Novo Nordisk UCI Continental Teams (10)- Maloja Pushbikers - Santic-Wibatech - Airtox-Carl Ras - Voltas Tartu2024 by CCN - Ferei Quick-Panda Podium Mongolia - Mazowsze Serce Polski - Voster ATS Team - Energus Cycling Team - Victoria Sports Pro Cycling Team - Lubelskie Perła Polski Национальные сборные (5)- Эстония - Швеция - Финляндия - Латвия - Литва |
| |

## Маршрут
Маршрут гонки состоял из двух этапов с общей дистанцией 361 километр.
| Этап | Дата   | Маршрут        | type      | Длина (км) | Победитель    | Лидер генеральной классификации |
| ---- | ------ | -------------- | --------- | ---------- | ------------- | ------------------------------- |
| 1    | 24 май | Таллин – Тарту | равнинный | 192,6      | Норман Вахтра | Норман Вахтра                   |
| 2    | 25 май | Тарту – Тарту  | равнинный | 164,8      | Сиим Кисконен | Сиим Кисконен                   |

## Ход гонки
На первом этапе сформировался отрыв дня, который достигал трёхминутного опережения на пелотоном. В итоге беглецов догнали, но ближе к финишу Норман Вахтра совершил рывок и стал победителем этапа..
На втором этапе многие гонщики пытались уйти в отрыв, но пелотон контролировал ситуацию. Только ближе к финишу сформировалась небольшая группа, которая и разыграла финишный спринт, где первым стал Сиим Кисконен.

## Лидеры классификаций
| Этап |           | Победитель _  | Генеральная классификация _ |
| ---- | --------- | ------------- | --------------------------- |
| 1    | равнинный | Норман Вахтра | Норман Вахтра               |
| 2    | равнинный | Сиим Кисконен | Сиим Кисконен               |
| Итог | Итог      |               | Сиим Кисконен               |

## Итоговые классификации
| \| Генеральная классификация \| Генеральная классификация \| Генеральная классификация \| Генеральная классификация \| Генеральная классификация \| \| Гонщик \| Гонщик \| Команда \| Время \| \| \| ------------------------- \| ------------------------- \| --------------------------------------------- \| ------------------------- \| ------------------------- \| \| 1-й \| Сиим Кисконен \| Voltas-Tartu 2024 by CCN \| 8ч 35' 02 \| \| \| 2-й \| Карл Патрик Лаук \| Huansheng - SCOM - Taishan Sport Cycling Team \| + 1 \| \| \| 3-й \| Раит Арм \| Van Rysel-Roubaix \| + 3 \| \| |                  |                                               |           |
| |                  |                                               |           |
| Источник: ProCyclingStats |                  |                                               |           |
| Генеральная классификация |                  |                                               |           |
| Гонщик | Гонщик           | Команда                                       | Время     |
| 1-й | Сиим Кисконен    | Voltas-Tartu 2024 by CCN                      | 8ч 35' 02 |
| 2-й | Карл Патрик Лаук | Huansheng - SCOM - Taishan Sport Cycling Team | + 1       |
| 3-й | Раит Арм         | Van Rysel-Roubaix                             | + 3       |

| Очковая классификация | Очковая классификация | Очковая классификация                         | Очковая классификация | Очковая классификация |
| Гонщик                | Гонщик                | Команда                                       | Очки                  |                       |
| --------------------- | --------------------- | --------------------------------------------- | --------------------- | --------------------- |
| 1-й                   | Карл Патрик Лаук      | Huansheng - SCOM - Taishan Sport Cycling Team | 18 очков              |                       |
| 2-й                   | Раит Арм              | Van Rysel-Roubaix                             | 15 очков              |                       |
| 3-й                   | Сиим Кисконен         | Voltas-Tartu 2024 by CCN                      | 10 очков              |                       |

| Очковая классификация | Очковая классификация | Очковая классификация                         | Очковая классификация | Очковая классификация |
| Гонщик                | Гонщик                | Команда                                       | Очки                  |                       |
| --------------------- | --------------------- | --------------------------------------------- | --------------------- | --------------------- |
| 1-й                   | Карл Патрик Лаук      | Huansheng - SCOM - Taishan Sport Cycling Team | 18 очков              |                       |
| 2-й                   | Раит Арм              | Van Rysel-Roubaix                             | 15 очков              |                       |
| 3-й                   | Сиим Кисконен         | Voltas-Tartu 2024 by CCN                      | 10 очков              |                       |

| Горная классификация | Горная классификация | Горная классификация        | Горная классификация | Горная классификация |
| Гонщик               | Гонщик               | Команда                     | Очки                 |                      |
| -------------------- | -------------------- | --------------------------- | -------------------- | -------------------- |
| 1-й                  | Lukas Vernersson     | Motala AIF Serneke Allebike | 9 очков              |                      |
| 2-й                  | Martti Lenzius       | Voltas-Tartu 2024 by CCN    | 4 очков              |                      |
| 3-й                  | Раит Арм             | Van Rysel-Roubaix           | 3 очков              |                      |

| Горная классификация | Горная классификация | Горная классификация        | Горная классификация | Горная классификация |
| Гонщик               | Гонщик               | Команда                     | Очки                 |                      |
| -------------------- | -------------------- | --------------------------- | -------------------- | -------------------- |
| 1-й                  | Lukas Vernersson     | Motala AIF Serneke Allebike | 9 очков              |                      |
| 2-й                  | Martti Lenzius       | Voltas-Tartu 2024 by CCN    | 4 очков              |                      |
| 3-й                  | Раит Арм             | Van Rysel-Roubaix           | 3 очков              |                      |

| Молодёжная классификация | Молодёжная классификация | Молодёжная классификация    | Молодёжная классификация | Молодёжная классификация |
| Гонщик                   | Гонщик                   | Команда                     | Время                    |                          |
| ------------------------ | ------------------------ | --------------------------- | ------------------------ | ------------------------ |
| 1-й                      | Карлис Клисметс          | Energus Cycling Team        | 8ч 35' 25                |                          |
| 2-й                      | Alessandro Perracchione  | Team Novo Nordisk           | + 59                     |                          |
| 3-й                      | Hugo Lennartsson         | Motala AIF Serneke Allebike | + 59                     |                          |

| Молодёжная классификация | Молодёжная классификация | Молодёжная классификация    | Молодёжная классификация | Молодёжная классификация |
| Гонщик                   | Гонщик                   | Команда                     | Время                    |                          |
| ------------------------ | ------------------------ | --------------------------- | ------------------------ | ------------------------ |
| 1-й                      | Карлис Клисметс          | Energus Cycling Team        | 8ч 35' 25                |                          |
| 2-й                      | Alessandro Perracchione  | Team Novo Nordisk           | + 59                     |                          |
| 3-й                      | Hugo Lennartsson         | Motala AIF Serneke Allebike | + 59                     |                          |

| Командная классификация по времени | Командная классификация по времени | Командная классификация по времени | Командная классификация по времени |
| Команда                            | Команда                            | Время                              |                                    |
| ---------------------------------- | ---------------------------------- | ---------------------------------- | ---------------------------------- |
| 1-й                                | Uno-X Mobility                     | 25ч 46' 34                         |                                    |
| 2-й                                | Mazowsze Serce Polski              | + 32                               |                                    |
| 3-й                                | Energus Cycling Team               | + 1' 07                            |                                    |

| Командная классификация по времени | Командная классификация по времени | Командная классификация по времени | Командная классификация по времени |
| Команда                            | Команда                            | Время                              |                                    |
| ---------------------------------- | ---------------------------------- | ---------------------------------- | ---------------------------------- |
| 1-й                                | Uno-X Mobility                     | 25ч 46' 34                         |                                    |
| 2-й                                | Mazowsze Serce Polski              | + 32                               |                                    |
| 3-й                                | Energus Cycling Team               | + 1' 07                            |                                    |